# Marquês de Aguiar

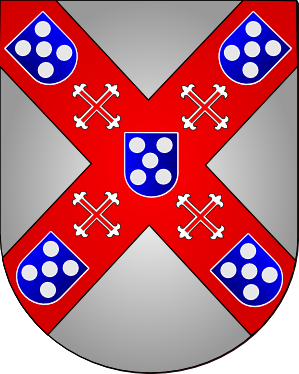
Armas de D. Afonso, 1.º marquês de Valença (Portugal).

Marquês de Aguiar foi um título criado em 1643 pelo rei D. João IV de Portugal a favor de D. Afonso de Portugal e Castro, o 5.º conde de Vimioso. O título voltou a ser utilizado, já no século XIX, por D. Fernando José de Portugal e Castro, o 1.º conde de Aguiar.
Usaram o título
1. D. Afonso de Portugal e Castro, 5.º conde de Vimioso e 1.º marquês de Aguiar,[1][2]
2. D. Fernando José de Portugal e Castro, 1.º conde e 2.º marquês de Aguiar.[3]

Após a implementação da República em Portugal e o fim do sistema nobiliárquico, ficaram pretendentes ao título:
3. D. Fernando Patrício de Portugal de Sousa Coutinho (1956), 8º Marquês de Valença, 6º Marquês de Borba, 19º Conde de Redondo, 16º Conde de Vimioso, 9º Conde de Soure, Conde de Basto, 2º Conde do Barreiro, 3º Conde de Aguiar, 4º Marquês de Castelo Rodrigo